# Василиса Прекрасная (фильм, 1939)
«Васили́са Прекра́сная» — советский полнометражный чёрно-белый художественный фильм-сказка, поставленный на студии «Союздетфильм» в 1939 году режиссёром Александром Роу по сценарию, который основан на русской народной сказке «Царевна-лягушка».
Премьера фильма в СССР состоялась 13 мая 1940 года.

## Сюжет
В начале появляются гусляры. Они начинают рассказывать и показывать сказку; Задумал как-то старик женить своих трёх сыновей. Вышли три брата, как велел им отец, в чисто поле, натянули тетиву луков и пустили три стрелы в разные стороны. Стрела старшего сына упала на боярский двор, к боярской дочери, стрела среднего сына упала на двор купеческий, к купеческой дочери, а стрела Ивана, младшего сына, упала на болото — к лягушке - квакушке. Та оказалась не простой лягушкой, а заколдованной девушкой Василисой Прекрасной. Завидуя её красоте, невесты старших братьев сожгли её волшебную лягушачью шкурку, и Змей Горыныч, налетев под видом грозовых туч, унёс Василису к себе и поместил за высоким частоколом в тереме под присмотром Бабы-Яги. Иван, решив найти и вызволить свою суженую, отправляется на её поиски. По пути он отгадывает загадку большого паука и побеждает Змея Горыныча. Затем он спасает Василису Прекрасную.

## В ролях
- Георгий Милляр — отец / один из гусляров / Баба-Яга[3]
- Валентина Сорогожская — Василиса Прекрасная, крестьянская дочь (в титрах как «В. Сарогожская»)
- Сергей Столяров — Иван, младший сын
- Лев Потёмкин — Агафон, средний сын / кузнец
- Никита Кондратьев — Антон, старший сын
- Ирина Зарубина — Маланья Саввична, купеческая дочь
- Лидия Сухаревская — Беляндряса Петровна, дворянская дочь
- Мария Барабанова — звонарь
- Татьяна Барышева — матушка Прасковея
- М. Скавронская — приживалка Беляндрясы

## Съёмочная группа
- Сценарий — Галина Владычина, Ольга Нечаева, Владимир Швейцер
- Режиссёр — Александр Роу
- Оператор — Иван Горчилин
- Главный художник — Владимир Егоров
- Композитор — Леонид Половинкин
- Автор текстов песен — Михаил Светлов (в титрах не указан)[источник не указан 4314 дней]
- Режиссёр монтажа — Ксения Блинова